# 48 Hours
48 Hours – pierwszy singel promujący album Obsession niemieckiego zespołu Blue System. Został wydany w kwietniu 1990 roku przez wytwórnię Hansa International.

## Lista utworów
7" (Hansa 113 185) rok 1990
| Nr | Tytuł                    | Długość |
| -- | ------------------------ | ------- |
| 1. | 48 Hours (Radio Version) | 3:45    |
| 2. | 48 Hours (Instrumental)  | 3:45    |

12" (Hansa 613 185) (BMG) rok 1990
| Nr | Tytuł                    | Długość |
| -- | ------------------------ | ------- |
| 1. | 48 Hours (Maxi Version)  | 4:35    |
| 2. | 48 Hours (Instrumental)  | 3:45    |
| 3. | 48 Hours (Radio Version) | 3:45    |

CD (Hansa 663 185) (BMG) rok 1990
| Nr | Tytuł                    | Długość |
| -- | ------------------------ | ------- |
| 1. | 48 Hours (Maxi Version)  | 4:35    |
| 2. | 48 Hours (Instrumental)  | 3:45    |
| 3. | 48 Hours (Radio Version) | 3:45    |

## Lista przebojów (1990)
| Państwo | Najwyższe miejsce |
| ------- | ----------------- |
| Niemcy  | 29                |
| Austria | 28                |

## Autorzy
- Muzyka: Dieter Bohlen
- Autor Tekstów: Dieter Bohlen
- Wokalista: Dieter Bohlen
- Producent: Dieter Bohlen
- Aranżacja: Dieter Bohlen
- Współproducent: Luis Rodriguez